# Старжинский, Вячеслав Михайлович
Старжинский Вячеслав Михайлович (10 марта 1918 года, с. Лемешевичи, Пинская область — 5 декабря 1993 года, Москва) — советский учёный в области механики, доктор физико-математических наук, профессор, заслуженный деятель науки РФ.

## Биография
Родился в семье учителей. Окончил механико-математический факультет МГУ (1941, с отличием). Ученик Н. Г. Четаева. В 1941—1945 годах работал в ряде организаций военного профиля. В 1945 году поступил в аспирантуру НИИ механики при МГУ. Кандидат физико-математических наук (1948), тема диссертации «Некоторые вопросы теории следящих систем». С 1948 года работал во Всесоюзном заочном институте текстильной и легкой промышленности, заведовал кафедрой теоретической механики.
Доктор физико-математических наук (1957), тема диссертации «Некоторые вопросы устойчивости периодических движений». Автор и соавтор более 150 научных работ, в том числе 27 монографий и учебников.
Около 30 лет преподавал на механико-математическом факультете МГУ, среди учеников — 26 кандидатов и 5 докторов наук.